# Gaufre de Liège
La gaufre de Liège ou gaufre de chasse, localement appelée « gaufre au sucre » ou wåfe en wallon (wafe en wallon liégeois), est une spécialité liégeoise de gaufre.

## Histoire
Selon Pierre Leclercq, membre du Centre de Gastronomie Historique et collaborateur scientifique de l'université de Liège, la gaufre de Liège apparaît à la fin du XIXe siècle dans une recette de Léon Roty, président de l'association des Pâtissiers belges, recette publiée dans Le journal de cuisine, à Liège, en 1890. D'autres sources la font cependant remonter au xviiie siècle : elle aurait alors été créée par le cuisinier du prince-évêque de la ville...
En tout état de cause, cette gaufre n'a pu exister avant la mise sur le marché de son ingrédient-phare, à savoir le sucre perlé ; or, ce sucre, généré au départ du sucre de betterave de Hesbaye, ne fait son apparition que vers la fin du xviiie siècle ou au début du xixe siècle[réf. nécessaire].

## La recette
Les ingrédients de la gaufre de Liège sont les œufs, la farine, le beurre, la levure, le lait et le sucre. On met du sucre candi en premier lieu, pour donner du croquant, puis on ajoutera du sucre perlé, lequel offre une meilleure résistance à la chaleur et à l'humidité et fait la spécificité de la gaufre de Liège. Par ailleurs, elle tire son originalité de sa pâte briochée, qu'on va cuire entre deux fers, une façon de procéder inédite jusque là.
Cette pâte doit reposer six heures avant d’être cuite entre deux fers. C’est la levure qui va faire lever la pâte et rendre la gaufre particulièrement moelleuse. On l’utilise dès la moitié du xviie siècle. La boulangerie et la pâtisserie à la levure de bière est une spécificité belge, la bière étant la boisson locale. Alors qu’en France, on utilise plutôt la technique du levain.
Traditionnellement, elle ne présente pas de coins et est faite dans un moule 6 × 4. Cette gaufre se mange chaude quand elle est servie dans les commerces ambulants.